# Oedipina fortunensis
Oedipina fortunensis är en groddjursart som beskrevs av Köhler, Ponce och Augusto Chaves Batista 2007. Oedipina fortunensis ingår i släktet Oedipina och familjen lunglösa salamandrar. Inga underarter finns listade i Catalogue of Life.